# Gelació
La gelació (transició a gel) és la formació d'un gel a partir d'un sistema amb polímers. Polímers ramificats poden formar enllaços entre les cadenes, el que condueix a polímers progressivament més grans. A mesura que l'enllaç continua, s'obtenen polímers ramificats més grans i en un cert punt dels enllaços de reacció entre el polímer donen lloc a la formació d'una sola molècula macroscòpica. En aquell moment de la reacció, que es defineix com a punt de gel, el sistema perd fluïdesa i la viscositat es fa molt gran. L'aparició de la gelació, o punt de gel, va acompanyat d'un augment sobtat de la viscositat. Aquest polímer de mida "infinita" s'anomena gel o xarxa, que no es dissol en el dissolvent, però pot inflar-se en ell.

## Fons
La gelació es pot produir tant per enllaç físic com per reticulació química. Mentre que els gels físics impliquen enllaços físics, la gelació química implica enllaços covalents. Flory i Stockmayer van formular les primeres teories quantitatives de la gelació química. La teoria de la percolació crítica es va aplicar amb èxit a la gelació als anys 70. A la dècada de 1980 es van desenvolupar diversos models de creixement (agregació limitada de difusió, agregació de cúmuls-clúster, gelació cinètica) per descriure els aspectes cinètics de l'agregació i gelació.

## Aproximacions quantitatives per determinar la gelació
És important poder predir l'aparició de la gelificació, ja que és un procés irreversible que canvia dramàticament les propietats del sistema.
Es mostren dos mètodes analítics habituals per determinar els canvis.

### Aproximació de la funcionalitat mitjana
Segons l'equació de Caroak, grau mitjà de polimerització {\displaystyle DP_{n}} és donat per 
{\displaystyle DP_{n}={\frac {2}{2-p.f_{av}}}}
on {\displaystyle p} és l'extensió de la reacció i {\displaystyle f_{av}} és la funcionalitat mitjana de la barreja de reacció. Per al gel {\displaystyle DP_{n}} es pot considerar que és infinita, per tant es troba l'extensió crítica de la reacció en el punt de gel
{\displaystyle p_{c}={\frac {2}{f_{av}}}}
Si {\displaystyle p} és més granr o igual a {\displaystyle p_{c}}, es produeix gelificació.

### Enfocament Flory Stockmayer (estadístic)
Flory i Stockmayer van utilitzar un enfocament estadístic per obtenir una expressió per predir el punt de gel calculant quan {\displaystyle DP_{n}} s'aproxima a la mida infinita. El plantejament estadístic suposa que (1) la reactivitat dels grups funcionals del mateix tipus és la mateixa i independent de la mida molecular i (2) no hi ha reaccions intramoleculars entre els grups funcionals de la mateixa molècula.
Considerem la polimerització de molècules bifuncionals {\displaystyle A-A}, {\displaystyle B-B} i multifunctional {\displaystyle A_{f}}, on {\displaystyle f} és la funcionalitat. Les extensions dels grups funcionals són {\displaystyle p_{A}}i {\displaystyle p_{B}}, respectivament. La relació de tots els grups A, tant reaccionats com no reaccionats, que formen part de les unitats ramificades, amb el nombre total de grups A de la barreja es defineix com {\displaystyle \rho }. Això provocarà la següent reacció
{\displaystyle A-A+B-B+A_{f}\rightarrow A_{f-1}-(B-BA-A)_{n}B-BA-A_{f-1}}
La probabilitat d'obtenir el producte de la reacció anterior ve donada per {\displaystyle p_{A}[p_{B}(1-\rho )p_{A}]^{n}p_{B}\rho },, ja que la probabilitat que un grup B arribi amb una unitat ramificada és {\displaystyle p_{B}\rho }i la probabilitat que un grup B reaccioni amb no ramificats és A is {\displaystyle p_{B}(1-\rho )}.
Aquesta relació es tradueix en una expressió per a l'extensió de la reacció dels grups funcionals A en el punt de gel 
{\displaystyle p_{c}={\frac {1}{\{r[1+\rho (f-2)]\}^{1/2}}}}
on r és la relació de tots els grups A en tots els grups B. Si hi ha més d'un tipus d'unitats multifuncionals de la branca i el valor mitjà {\displaystyle f} s'utilitza per a totes les molècules de monòmers amb una funcionalitat superior a 2.
Tingueu en compte que la relació no s'aplica per a sistemes de reacció que continguin reactius monofuncionals i / o tant d'unitats ramificades tipus A com B.